# Hartmut Plaas
Hartmut Plaas (* 11 octobre 1899 à Arnsberg ; † 19 juillet 1944 à Ravensbrück) était l'un des combattants terroristes contre la nouvelle république dans la République de Weimar. Il était membre de la Marine Brigade Ehrhardt, a pris part au Putsch de Kapp et aux actions meurtrières du groupe successeur de la Marine Brigade, l'Organisation Consul, sous la direction d'Hermann Ehrhardt. Après cela, il a été rédacteur en chef de divers journaux et publications nationales-révolutionnaires dans le milieu de droite entre les völkisch-Freikorps radicaux, associations militaires et sociétés. Comme de nombreux nationaux-révolutionnaires, Pendant l'ère nazie il devient un résistant allemand contre le nazisme en étant infiltré et était chef de département au bureau de recherche de Göring, mais était l'un des opposants à Hitler ayant des liens avec la résistance contre le national-socialisme. Pour cette raison, les nationaux-socialistes fusillèrent Plaas le 19 juillet 1944 sans audience dans le camp de concentration de Ravensbrück.
Son aide aux résistants allemands fût cruciale pour l'opération Valkyrie.

## Biographie

### L'adolescence et la Première Guerre mondiale
Hartmut Plaas était le fils du chef forestier royal prussien Karl Arnold Plaas († 1914). À Kiel, il a fréquenté l'école secondaire jusqu'au niveau inférieur et s'est porté volontaire en 1916 en tant que volontaire de guerre. À la fin de la guerre, il était enseigne sur le croiseur Cologne.

### Opposant radical de la République de Weimar
En mars 1920, Plaas participe avec la brigade navale au putsch de Kapp, après quoi la brigade est envoyée à Munsterlager sur les ordres de Noskea été déplacé et dissous là-bas. Une expérience clé se produit parmi les déçus : le ressentiment anti-bourgeois et le conflit générationnel donnent aux jeunes Freikorps le sentiment que l'action radicale n'est plus possible avec les vieilles élites de l'administration, des partis et de l'armée. Cette attitude a trouvé son expression dans l'invocation de l'action, l'action pour l'action. Eux, qui avaient souvent joué comme des tas de Landsknecht pendant la guerre de Trente Ans, étaient confrontés au néant professionnel. "La situation était précaire pour ceux qui, comme Salomon, Plaas, Liedig ou Heinz, étaient partis à la guerre presque directement de l'école et se retrouvaient dans un état de crise sans aucune formation professionnelle." En 1920/21, Plaas a lutté pour garder la tête hors de l'eau en tant que secouriste en Haute-Bavière. Cependant, la cohésion n'a pas été perdue. Quelques mois après la dissolution de la brigade, l'Organisation Consul (OC) est fondée, l'organisation secrète la plus dangereuse de la République de Weimar, également responsable des meurtres de Matthias Erzberger (26 août 1921) et de Walther Rathenau. et auquel Plaas appartenait également. À partir de janvier 1922, il est adjudant du capitaine à la retraite. D. Karl Tillessen, qui a agi à la tête de l'OC en Allemagne de l'Ouest. Comme la plupart des proches de l'OC, Hartmut Plaas avait rejoint le NSDAP depuis l'alliance de convenance entre Ehrhardt et Hitler (été 1921) et s'était fait un nom en fondant des groupes nationaux-socialistes locaux en Haute-Bavière. Par son propre compte, Plaas a rejoint le NSDAP en 1921 (numéro d'adhésion 3 021).
Plaas a été impliqué dans le crime en tant qu'adjudant de Karl Tillessen, qui avait procuré les fonds pour la tentative d'assassinat de Rathenau le 24 juin 1922 et l'évasion des assassins. Il est arrêté à Francfort le même jour et, comme Tillessen, est inculpé en octobre 1922 avec douze autres complices devant le nouveau tribunal d'État pour la protection de la République de Leipzig pour « omission de signaler un crime ». Plaas n'a été condamné qu'à deux ans de prison pour "complicité". Les pénalités pour Tillessen et Plaas, certains journaux ont commenté en conclusion, étaient disproportionnées à la culpabilité réelle des deux.
Après avoir été libéré de prison, il est devenu le chef du district de Thuringe pour le Bund Wiking, une organisation qui a succédé à l'OC interdit. Le Bund Wiking a été interdit en Prusse et dans d'autres États du Reich allemand en 1926. Au printemps 1928, cependant, Ehrhardt a dû dissoudre complètement le Bund Wiking après les protestations des membres de Stahlhelm après que la coopération avec l' Union des combattants du front rouge soit devenue connue, ce qui est revenu à l'influence du cours national-bolchevique de Plaas après qu'il était devenu conseiller politique d'Ehrhardt fin 1927.
Après la dissolution, les groupes locaux de Wiking sont passés au NSDAP dans son ensemble. Afin d'informer les troupes des anciens "Vikings" disséminés dans le NSDAP, dans le "Stahlhelm" et autres groupes d'extrême droite et de maintenir une certaine cohésion organisationnelle, la newsletter du « Viking » de Thuringe, le "Vormarsch", a été sélectionné pour cela. Ernst Jünger et Werner Lass ont repris le montage. Les pigistes étaient le graphiste A. Paul Weber et Plaas, dont les articles nettement nationaux-révolutionnaires ont déterminé le profil du nouvel organe de l'association.
Lorsque le mouvement populaire rural, d'abord dans le Schleswig-Holstein, se radicalise avec la crise agraire qui s'est aggravée depuis 1927, il passe rapidement sous l'influence d'organisations de droite. Le mouvement paysan, pour sa part, noue des liens avec des membres de l'ex-OC et, en 1928, recourt aux bombardements. En raison du soi-disant cours de légalité du NSDAP, qui avait entre-temps été imposé par Hitler, les nationaux-socialistes qui sympathisaient avec le mouvement populaire rural radical se sont sentis trahis par la direction du parti. Plaas sympathisa ouvertement avec le mouvement populaire rural et édita en 1930 Le Drapeau noir. Journal de la paysannerie silésienne.

« Vous pardonnez aux voleurs et aux assassins. Vous transformez les prostituées et les proxénètes en héros dans vos pièces. Vous avez une période d'essai pour les fraudeurs de masse comme Barmat et Sklarek, et des circonstances atténuantes pour les agresseurs de filles et d'enfants. […] Seul le fermier ne signifie rien pour vous. »

Dans la lutte de pouvoir entre les frères Strasser et Hitler, Plaas a sympathisé avec Otto Strasser et avec l'aile « gauche » du NSDAP et a travaillé comme rédacteur en chef pour des journaux qui ont pris cette position.
Après la défaite interne du parti de l'aile strasseriste à l'été 1931, les partisans d'Ehrhardt fondèrent la "Gefolgschaft e. V." Le nom, qui revenait à une suggestion de Plaas, était destiné à symboliser la loyauté personnelle envers le Führer Ehrhardt au lieu d'un profil politique clair. Les statuts suivants se sont avérés être un méli-mélo des points de programme les plus contradictoires : rejet de la lutte des classes et du capitalisme international, parlementarisme et régime de parti. Ils se sont présentés comme pro-étatiques et non partisans, mais n'ont guère dépassé le vieux concept d'opposition extraparlementaire par une petite élite.

### Résistance secrète au bureau de recherche, 1934-1944
Plaas a vu les succès électoraux et la prise de pouvoir du NSDAP avec des sentiments mitigés. En avril 1932, il écrit dans son journal : «Quelle ascension en dix ans. Mais typiquement de masse. » Idéologiquement, il se sentait membre de l'élite intellectuelle et partisan de la Révolution conservatrice qui méprisait le populisme vulgaire des nazis. Après la réorganisation de la "Brigade Ehrhardt dans l'Association SS" à l'été 1933, soutenue par Himmler, Plaas devint également automatiquement membre SS, bien que lui et Ehrhardt aient fait campagne pour Hindenburg et avec véhémence contre Hitler lors de la dernière élection présidentielle en 1932. Göring a protesté contre l'inclusion d'Ehrhardt, Plaas et d'autres dans les SS. Dans un télex à Himmler, il a estimé qu'il « [...] hors de question d'inclure l'un des ennemis les plus féroces et les plus sournois de notre mouvement. Arrêtez son objectif n'a jamais été un combat ouvert contre nous, mais une tentative de décomposition interne et de dissolution supposent que cette méthode sera poursuivie avec un plus grand [sic] succès après qu'elle aura été adoptée. » 
Des amis comme Ernst von Salomon et Friedrich Hielscher rapportèrent après 1945 que direction, les opposants au NSDAP, de droite et de gauche, ont été spécifiquement inclus dans la nouvelle Brigade SS avait été inclus afin de putsch contre le régime en mars 1934. Himmler, néanmoins inquiet, se rendit incognito dans un camp de brigade juste avant Noël, où il découvrit avec horreur que "les couteaux qu'on aiguisait" n'étaient pas ses couteaux, « mais les têtes sur lesquelles on tirait, c'étaient ses têtes, de le chef bien-aimé à lui-même". » Le 1er février 1934, Himmler dissout finalement la brigade avec effet immédiat et sans donner de raisons. C'est probablement une indication de l'existence de projets de coup d'État. Cependant, les hommes de brigade intéressés se sont vu offrir une admission individuelle dans les SS. Plaas est resté dans les SS à la demande d'Ehrhardt.
En tant que chef du département de politique intérieure, il a eu accès à de nombreux secrets FA, ce qui a profité à la résistance : Plaas a averti les personnes concernées si la Gestapo avait demandé leur surveillance téléphonique, même si trahir des secrets officiels des FA était passible de la peine de mort. Il a envoyé des informations importantes à son ancien collègue de la FA Hans Oster et à son ami Wilhelm Canaris, qui étaient toujours bien informés de ce que la FA et la Gestapo prévoyaient de faire aux combattants de la résistance. Les groupes de résistance militaire pourraient planifier le renversement ; ils savaient : «Plaas regarde.»
Lorsque l'officier qui fronde autour de Canaris et d'Oster a finalement vu une réelle chance de réussir un coup d'État après la chute de Stalingrad en 1943 et n'a pas remarqué à quel point l'étau de la Gestapo se resserrait autour des conspirateurs, qui agissaient de plus en plus imprudemment, les avertissements de Plaas via Ludwig est venu du centre de surveillance Gehre, qui appartenait au cercle de résistance du colonel Oster, au sujet des interceptions des conversations des conspirateurs. Il a laissé à plusieurs reprises des conspirateurs individuels tels que Beck, von Moltke, Goerdeler, von Hassell, Halder, von Dohnanyi, von der Schulenburg et mettre en garde les membres du Cercle Solf notamment contre la surveillance et les appels interurbains trop ouverts.

### Décès
Après que l'espion Paul Reckzeh ait été introduit clandestinement dans le cercle de résistance autour de la veuve de l'ambassadeur Hanna Solf par la Gestapo, la Gestapo a demandé au Bureau de recherche de surveiller les téléphones des membres. Parce que certains d'entre eux ont soudainement évité les sujets politiques au téléphone de manière très ostentatoire, la Gestapo a vite supposé que les personnes concernées avaient été prévenues. À la fin de 1943 au plus tard, on soupçonnait qu'il y avait une fuite dans le bureau de recherche. Plaas, chef du département "Sécurité intérieure", de plus en plus suspect, est convoqué à plusieurs reprises auprès du chef de la Gestapo, Heinrich Müller. Enfin, en mars 1944, Gehre et Plaas sont arrêtés à propos de l'accès au quartier de Solf. Les déclarations d' Otto Kiep, qui appartenait au cercle Solf, et Helmuth James Graf von Moltke, qui l'avait prévenu, avaient mis la Gestapo sur la piste de Gehre et Plaas,.
Plaas a été emprisonné dans le camp de concentration de Ravensbrück et après de longs et « resserrés » interrogatoires, auxquels même Müller se serait présenté, est abattu le 19 juillet 1944 sans procès préalable. Les circonstances de toute l'affaire sont mystérieuses. Ni Göring ni la direction de la FA n'ont été informées de l'arrestation. Les circonstances et le moment ont donné lieu à des rumeurs après la guerre selon lesquelles Himmler était au courant de la tentative d'assassinat de Stauffenberg le 20 juillet et, à Plaas, avait peu de temps auparavant liquidé un témoin dangereux pour sa complicité dans les plans de coup d'État. Jusqu'à peu de temps avant la mort de Plaas, ni parents ni amis n'ont été informés de l'endroit où se trouvait la personne arrêtée; après son meurtre, le frère Witram Plaas s'est vu refuser la libération du cadavre. La veuve a d'abord continué à payer la FA à plein salaire, ce qui était très inhabituel, et a demandé une pension alimentaire égale à la pension complète de veuve,.

## Postérité
Gerhard Schulz compte Plaas parmi les jeunes conservateurs aux traits nationalistes-révolutionnaires. S'ils avaient été des opposants à la République de Weimar dès le début, ils étaient également restés des opposants au système national-socialiste et, aux côtés des religieux persécutés, des communistes et des sociaux-démocrates, ils avaient formé le quatrième élément significatif de la résistance permanente.
Susanne Meinl, qui a fait son doctorat en 1997 avec la thèse Les Nationaux-socialistes contre Hitler - Le développement des nationaux-révolutionnaires à l'aide de l'exemple de la carrière politique de Friedrich Wilhelm Heinz sous Hans Mommsen, met plutôt les expériences individuelles des anciens partisans d'Ehrhardt, dont Plaas, dans les années de la République de Weimar et atteste qu'à l'époque nazie, elle a constamment poussé à l'action la majorité réticente de la résistance conservatrice nationale sans former elle-même un groupe de résistance cohérent aux objectifs homogènes.
Il n'est actuellement pas possible de déterminer quand Plaas est passé d'un concurrent aux nationaux-socialistes à un complot pour résister au régime national-socialiste.